# Streitkräfte Montenegros
Die Streitkräfte Montenegros (montenegrinisch: Vojska Crne Gore) sind das Militär des Staates Montenegro. Die seit 2006 aufgebauten Streitkräfte umfassen 1.700 Soldaten und gelten heute als eine funktionierende Kleinarmee in Europa.
Montenegro ist seit Juni 2017 Mitglied der NATO und des Zusammenschlusses der Streitkräfte an der Adria, der Adriatic Charter.

## Geschichte
Die Streitkräfte von Montenegro, das bis 1878 zumindest formal zum Osmanischen Reich gehört hatte, wurden nach den Beschlüssen des Berliner Kongresses und der Entstehung des unabhängigen Fürstentum Montenegro 1879 gebildet. 1910 wurde Montenegro zum Königreich aufgewertet. Der seit 1860 als Fürst regierende König Nikola stand bei Beginn des Ersten Weltkriegs im Sommer 1914 auf Seiten Serbiens und damit der Entente. Nach der Niederlage Serbiens eroberte Österreich-Ungarn im Januar 1916 in einem kurzen, aber blutigen Feldzug Montenegro, worauf eine zweijährige Besetzungszeit folgte. Montenegro verlor im Weltkrieg 20.000 Soldaten, das waren 40 % aller mobilisierten Soldaten und 10 % der Gesamtbevölkerung.
Montenegro, das in der Folge von 1918 bis 2006 Teil von Jugoslawien bzw. der Staatenunion von Serbien und Montenegro war, erlangte im Mai 2006 nach einer Volksabstimmung seine Unabhängigkeit zurück. Die heutige Armee Montenegros ging daher aus dem in Podgorica stationierten Armeekorps der Streitkräfte von Serbien und Montenegro hervor. Die gemeinsame Marine wurde, da Serbien keine Küste besitzt, komplett von Montenegro übernommen, sollte aber zu einer Küstenwache reduziert werden. Seit dem 5. Juni 2017 ist Montenegro Mitglied der NATO.

## Gliederung

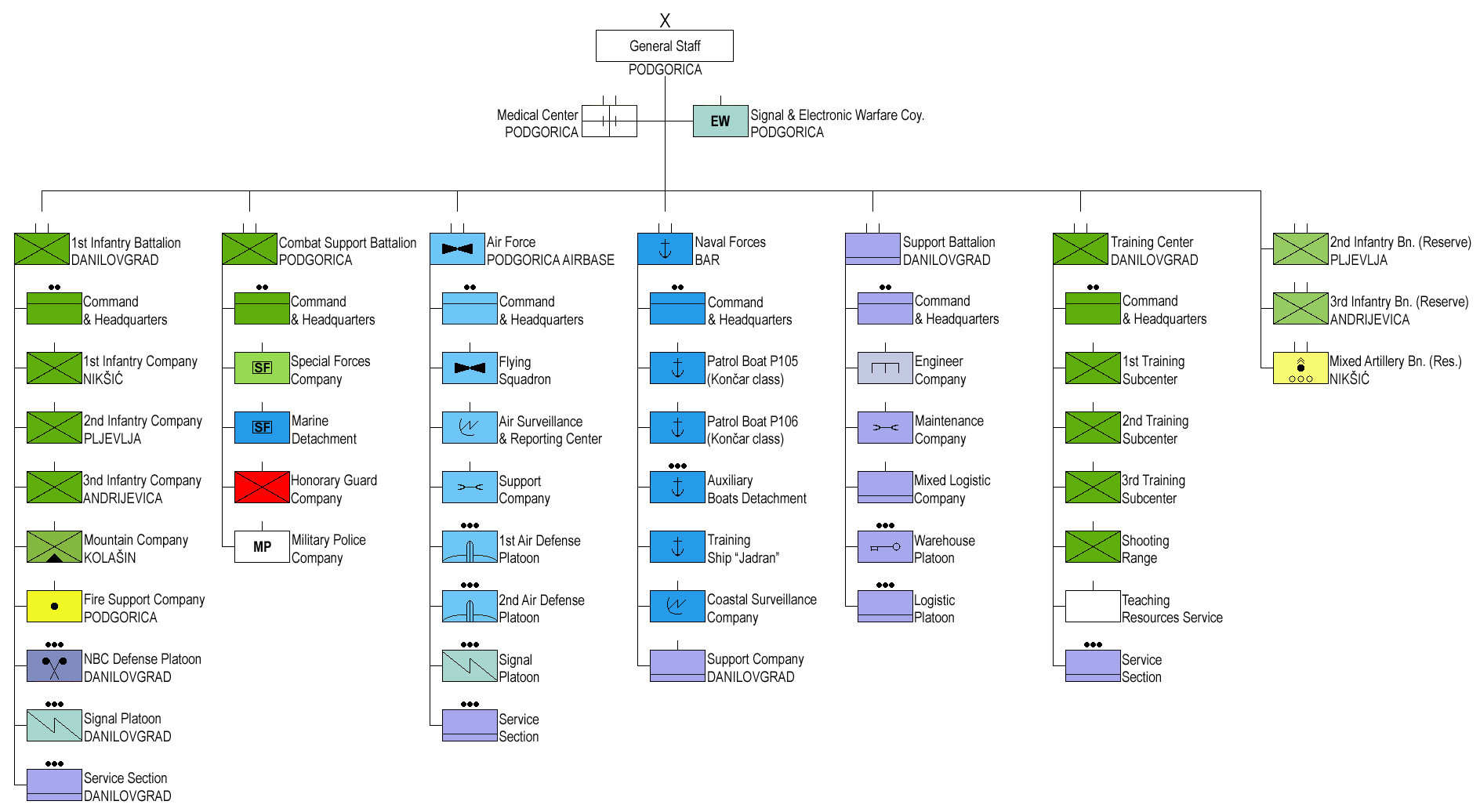
Organisationsstruktur der Montenegrinischen Streitkräfte 2019.

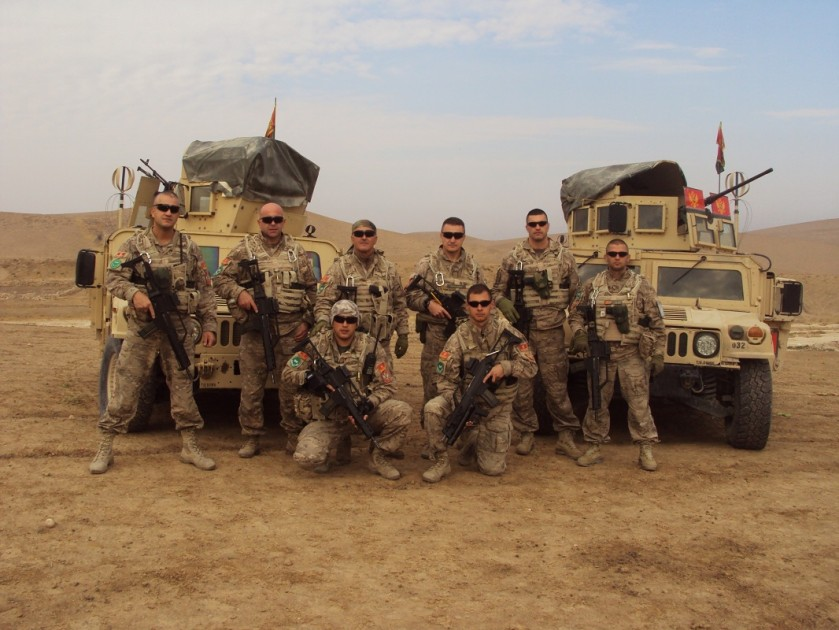
Montenegrinische Streitkräfte in Afghanistan

- Generalstab
  - Medizinisches Zentrum
  - EloKa-Kompanie
  -  1. Infanteriebataillon
    - Stab
    - 1. Infanteriekompanie
    - 2. Infanteriekompanie
    - 3. Infanteriekompanie
    - Gebirgskompanie
    - Feuerunterstützungskompanie
    - ABC-Abwehrzug
    - Fernmeldezug
    - Versorgungsgruppe

  - Kampfunterstützungsbataillon
    - Stab
    - Aufklärungskompanie
    - Marineabteilung
    - Militärpolizeikompanie
    - Gardekompanie

  -  Luftwaffe
    - Stab
    - Fliegerstaffel
    - Unterstützungskompanie
    - Luftraumüberwachung
    - 1. Flugabwehrzug
    - 2. Flugabwehrzug
    - Fernmeldezug
    - Versorgungsgruppe

  -  Marine
    - Stab
    - Patrouillenboot P105
    - Patrouillenboot P106
    - Küstenüberwachungskompanie
    - Schulschiff Jadran
    - Hilfsbootgruppe
    - Unterstützungskompanie

  - Unterstützungsbataillon
    - Stab
    - Pionierkompanie
    - Wartungskompanie
    - gemischte Logistikkompanie
    - Lagerhauszug
    - Logistikzug

  -  Trainingscenter
  - Rserve
    - 2. Infanteriebataillon
    - 3. Infanteriebataillon
    - gemischtes Artilleriebataillon

## Standorte
Standort der Luftwaffe ist der militärische Bereich des Flughafens Podgorica (Golubovci), der gleichzeitig als einer der beiden internationalen Flughäfen Montenegros dient. Daneben bestehen die Marine-Basen Bar, Kumbor und Tivat. Die Landstreitkräfte haben ihre Standorte in Danilovgrad, Nikšić, Pljevlja und Kolašin.

## Ausrüstung

### Landfahrzeuge
| Fahrzeug             | Bild                 | Herkunft             | Version               | Anzahl               | Anmerkungen          |
| Gepanzerte Fahrzeuge | Gepanzerte Fahrzeuge | Gepanzerte Fahrzeuge | Gepanzerte Fahrzeuge  | Gepanzerte Fahrzeuge | Gepanzerte Fahrzeuge |
| -------------------- | -------------------- | -------------------- | --------------------- | -------------------- | -------------------- |
| Oshkosh JLTV         |                      | Vereinigte Staaten   | M1278A1M1279A1M1280A1 | 100255               |                      |
| Sonstige Fahrzeuge   |                      |                      |                       |                      |                      |
| HMMWV                | Beispielbild         | Vereinigte Staaten   |                       |                      |                      |

### Seefahrzeuge
| Schiffsklasse | Foto                                                | Herkunft        | Schiffe                                   | Verdrängung | Anmerkungen                                                                                     |
| ------------- | --------------------------------------------------- | --------------- | ----------------------------------------- | ----------- | ----------------------------------------------------------------------------------------------- |
| Končar        | Durmitor mit alter Kennung, noch als FK-Schnellboot | Jugoslawien     | Durmitor (P-105)                          | 260 t       | Patrouillenboot, wird durch 2 neue Boote (KERSHIP OPV 60M) aus französischer Produktion ersetzt |
|               |                                                     | Jugoslawien     | Ronilačka baraksa 81 Ronilačka baraksa 85 |             | Taucherboot                                                                                     |
|               |                                                     | Deutsches Reich | Jadran                                    | 737 t       | Segelschulschiff                                                                                |

### Luftfahrzeuge
Die Streitkräfte Montenegros betreiben 10 Hubschrauber (Stand Ende 2020).
| Luftfahrzeuge | Bild         | Herkunft                | Verwendung                       | Version | Aktiv | Bestellt | Anmerkungen                                  |
| ------------- | ------------ | ----------------------- | -------------------------------- | ------- | ----- | -------- | -------------------------------------------- |
| Bell 412      | Beispielbild | Vereinigte Staaten      | Transporthubschrauber            | 412EPI  | 3     |          |                                              |
| Soko Gazelle  |              | Frankreich/ Jugoslawien | Transport- und Schulhubschrauber |         | 6     |          | Lizenzproduktion der SA 341 von Aérospatiale |
| Bell 505      | Beispielbild | Kanada                  | Schulhubschrauber                |         | 2     |          |                                              |

## Dienstgrade und Dienstgradabzeichen

### Offiziere
| Dienstgradgruppe           | Generale                   | Generale                   | Generale                   | Generale                   | Stabsoffiziere             | Stabsoffiziere             | Stabsoffiziere             | Subalternoffiziere         | Subalternoffiziere         | Subalternoffiziere         |
| Land- und Luftstreitkräfte | Land- und Luftstreitkräfte | Land- und Luftstreitkräfte | Land- und Luftstreitkräfte | Land- und Luftstreitkräfte | Land- und Luftstreitkräfte | Land- und Luftstreitkräfte | Land- und Luftstreitkräfte | Land- und Luftstreitkräfte | Land- und Luftstreitkräfte | Land- und Luftstreitkräfte |
| -------------------------- | -------------------------- | -------------------------- | -------------------------- | -------------------------- | -------------------------- | -------------------------- | -------------------------- | -------------------------- | -------------------------- | -------------------------- |
| Schulterstücke             |                            |                            |                            |                            |                            |                            |                            |                            |                            |                            |
| Dienstgrad                 | General Pukovnik           | General Potpukovnik        | Major general              | Brigadir                   | Pukovnik                   | Potpukovnik                | Major                      | Kapetan                    | Poručnik                   | Potporučnik                |
| Dienstgrad (Bundeswehr)    | General                    | Generalleutnant            | Generalmajor               | Brigadegeneral             | Oberst                     | Oberstleutnant             | Major                      | Hauptmann                  | Oberleutnant               | Leutnant                   |
| Seestreitkräfte            |                            |                            |                            |                            |                            |                            |                            |                            |                            |                            |
| Schulterstücke             |                            |                            |                            |                            |                            |                            |                            |                            |                            |                            |
| Dienstgrad                 | Admiral                    | Vice Admiral               | Kontra Admiral             | Komodor                    | Kapetan Bojnog Broda       | Kapetan Fregate            | Kapetan Korvete            | Poručnik Bojnog Broda      | Poručnik Fregate           | Poručnik Korvete           |
| Dienstgrad (Bundeswehr)    | Admiral                    | Vizeadmiral                | Konteradmiral              | Flottillenadmiral          | Kapitän zur See            | Fregattenkapitän           | Korvettenkapitän           | Kapitänleutnant            | Oberleutnant zur See       | Leutnant zur See           |
| NATO-Rangcode              | OF-9                       | OF-8                       | OF-7                       | OF-6                       | OF-5                       | OF-4                       | OF-3                       | OF-2                       | OF-1                       | OF-1                       |

### Unteroffiziere und Mannschaften
| Dienstgradgruppe                 | Unteroffiziere                         | Unteroffiziere                   | Unteroffiziere                   | Unteroffiziere                   | Unteroffiziere                   | Unteroffiziere                   | Mannschaften                     | Mannschaften                     | Mannschaften                     |                                  |
| Land-, Luft- und Seestreitkräfte | Land-, Luft- und Seestreitkräfte       | Land-, Luft- und Seestreitkräfte | Land-, Luft- und Seestreitkräfte | Land-, Luft- und Seestreitkräfte | Land-, Luft- und Seestreitkräfte | Land-, Luft- und Seestreitkräfte | Land-, Luft- und Seestreitkräfte | Land-, Luft- und Seestreitkräfte | Land-, Luft- und Seestreitkräfte | Land-, Luft- und Seestreitkräfte |
| -------------------------------- | -------------------------------------- | -------------------------------- | -------------------------------- | -------------------------------- | -------------------------------- | -------------------------------- | -------------------------------- | -------------------------------- | -------------------------------- | -------------------------------- |
| Schulterstücke                   |                                        |                                  |                                  |                                  |                                  |                                  |                                  |                                  |                                  |                                  |
| Dienstgrad                       | Zastavnik Prve Klase                   | Zastavnik                        | Stariji Vodnik Prve Klase        | Stariji Vodnik                   | Vodnik Prve Klase                | Vodnik                           | Mladji Vodnik                    | Desetar                          | Razvodnik                        |                                  |
| Dienstgrad (Bundeswehr)          | Oberstabsfeldwebel/ Oberstabsbootsmann | Stabsfeldwebel/ Stabsbootsmann   | Hauptfeldwebel/ Hauptbootsmann   | Hauptfeldwebel/ Hauptbootsmann   | Feldwebel/ Bootsmann             | Stabsunteroffizier/ Obermaat     | Unteroffizier/ Maat              | Obergefreiter                    | Gefreiter                        |                                  |
| NATO-Rangcode                    | OR-9                                   | OR-8                             | OR-7                             | OR-7                             | OR-6                             | OR-5                             | OR-4                             | OR-3                             | OR-2                             |                                  |